# زن بی‌وفاست
| "زن بی‌وفاست" با صدای انریکو کاروسو در سال ۱۹۰۸ میلادی. آیا مشکلی با شنیدن این پرونده دارید؟ راهنمای رسانه را ببینید. |

«زن بی‌وفاست» (به ایتالیایی: La donna è mobile)، آوازی است که شخصیتِ دوک مانتوآ در آغاز صحنهٔ سوم اپرای ریگولتو (۱۸۵۱ میلادی) اثر جوزپه وردی اجرا می‌کند. ریگولتو، دخترش را که عاشق دوک شده‌است به خانهٔ دوک می‌برد تا از کوچه صدای آواز او را بشنود که آوازی را در بی‌وفایی و بی‌ثابتی زن‌ها سر داده‌است. او همچنین متوجه می‌شود که دوک، با همان عباراتی که به او پیشنهاد ازدواج داده به زنی دیگر نیز قول ازدواج می‌دهد.
یکی از اجراهای مشهور آن با صدای انریکو کاروسو در سال ۱۹۰۸ میلادی اجرا شده‌است.

## متن ترانه

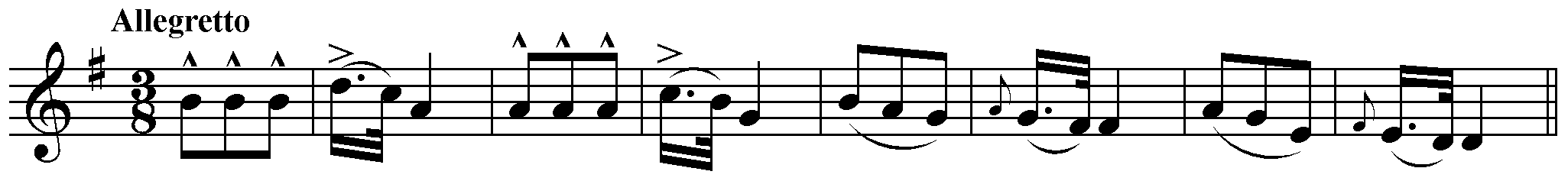
تِمِ این آهنگ

|  | برگردان فارسی متن ترانه: زن بی‌وفاست. همچون پَری در باد، صدایش تغییر می‌کند و افکارش همیشه دوست‌داشتنی، و زیباست چهره‌اش، در اشک یا خنده، دروغی بیش نیست. برگرد زن بی‌وفاست. همچون پَری در باد، صدایش تغییر می‌کند و افکارش! همیشه بدبخت است مردی که به او اعتماد می‌کند، مردی که به او اعتماد می‌کند قلبی ناآگاه دارد با این‌وجود کسی حس نمی‌کند خوشبختی کامل را که از آن پستان عشقی ننوشد! برگرد زن بی‌وفاست. همچون پَری در باد، صدایش تغییر می‌کند و افکارش! | متن آواز به ایتالیایی: 1. La donna è mobile Qual piuma al vento, muta d'accento e di pensiero. Sempre un amabile, leggiadro viso, in pianto o in riso, è menzognero. Refrain La donna è mobil'. Qual piuma al vento, muta d'accento e di pensier'! 2. È sempre misero chi a lei s'affida, chi le confida mal cauto il cuore! Pur mai non sentesi felice appieno chi su quel seno non liba amore! Refrain La donna è mobil' Qual piuma al vento, muta d'accento e di pensier'! |